# SHINee WORLD THE BEST 2018 ~FROM NOW ON~
《SHINee WORLD THE BEST 2018 ~FROM NOW ON~》은 대한민국의 보이 그룹 샤이니의 여섯 번째 일본 콘서트 투어이다.

## 개요
2017년 12월 15일, 샤이니 일본 공식 홈페이지는 동명의 베스트 앨범 발매에 앞서 4회에 걸친 SHINee WORLD 2018 돔 투어의 일정을 공개하였다. 그러나 3일 뒤 발생한 멤버 종현의 사고로 인해 투어 개최 여부에 관심이 쏠렸던 가운데 멤버들과 회사와의 심사숙고 끝에 2018년 1월 9일, 멤버들의 자필 편지를 통해 샤이니의 4인조로의 활동 재개와 동시에 콘서트 개최를 공식화하게 되었고 예매는 5일 뒤인 14일에 Ticket Board를 통해 일제히 진행되었다.
샤이니는 4회에 걸친 돔 투어를 통해 18만명의 누적 관객을 기록하였다.

## 투어 일정
| 날짜            | 도시 | 장소             | 관객 동원      |
| --------------- | ---- | ---------------- | -------------- |
| 2018년 2월 17일 | 대판 | 쿄세라 돔 오사카 | 통산 80,000명  |
| 2018년 2월 18일 | 대판 | 쿄세라 돔 오사카 | 통산 80,000명  |
| 2018년 2월 26일 | 동경 | 도쿄 돔          | 통산 100,000명 |
| 2018년 2월 27일 | 동경 | 도쿄 돔          | 통산 100,000명 |

## 세트 리스트
- Opening VCR -
- Colors Of The Season (JP)

- History Prelude Medley -
- Stranger (JP)
- Everybody (JP)
- Evil (KR)
- JULIETTE (JP)

- Ment -

- VCR #2-
- Love (JP)
- 君がいる世界 (JP/네가 있는 세계)
- Diamond Sky (JP)

- Special Instrument Medley-
- Sherlock (JP)
- Love Like Oxygen (JP)
- Hello (JP)
- To Your Heart (JP)
- Dazzling Girl (JP)
- LUCKY STAR (JP)
- Downtown Baby (JP)

- Band & Dancer Introduction-
- 히치하이킹 (Hitchhiking) (KR)
- Why So Serious? (KR)
- 君のせいで (JP/너 때문에)
- LUCIFER (JP)

- Encore -
- Sing Your Song (JP)
- I'm With You (JP)

- Ment -
- Every Time (JP)
- Replay - 君は僕のeverything - (JP)

- Double Encore -
- From Now On (JP)

## 제작
- 샤이니 (온유, Key, 민호, 태민)
- 주최 : SM 엔터테인먼트 재팬, ON THE LINE
- 후원 : 유니버설 뮤직 재팬